# 맨-씽 (영화)
맨-씽(Man-Thing)는 2005년 개봉한 미국의 영화이다.

## 줄거리
수수께끼의 늪지대 영혼을 담고 있는 미국 원주민의 신성한 땅인 다크 워터스에서, 한 십대 청소년이 식물 같은 괴물에게 살해당한다. 다음날, 젊은 교체 보안관 카일 윌리엄스는 바이워터에 도착하여 프레이저 부보안관을 만난다. 프레이저 부보안관은 이전 보안관이 실종된 47명 중 한 명이며, 석유 재벌 프레드 시스트가 최초로 실종된 샤먼이자 세미놀족 추장 테드 샐리스로부터 고대 부족 토지를 구입한 이후 발생했다고 말한다. 시스트는 샐리스가 토지를 합법적으로 팔고 돈을 가지고 도망쳤다고 주장했다. 시스트는 보안관에게 도움을 요청했다. 지역 시위자들이 그의 완벽하게 합법적인 활동에 반대하고, 메스티소 악당 르네 라로크가 그의 시설을 방해하고 있다는 것이다. 윌리엄스는 이를 조사하면서 실종된 사람들에 대한 설명을 찾으려 노력한다. 일부는 몸 안에서 식물이 자라나는 잔인하게 살해된 채 발견되었다. 사진작가 마이크 플루그와 샤먼 피트 혼은 윌리엄스에게 수호령에 대한 지역 전설을 말해주며, 그것이 실재할 수 있다고 시사한다.
사보타주와 살인이 계속되자 윌리엄스는 프레이저와 함께 늪을 조사하여 이전 보안관의 시체를 발견한다. 검시관 발 메이어릭은 이전 보안관이 메이어릭의 생각과는 다르게 악어 공격으로 사망을 기록하라고 명령했음을 인정한다.
윌리엄스와 프레이저는 늪에 사는 라로크를 카누를 이용해 추적하려 한다. 동시에 시스트는 지역 폭력배인 티바듀 형제에게 라로크를 추적하고 살해하라고 보낸다. 늪의 괴물은 티바듀를 찾아 죽인다. 윌리엄스는 시스트가 토지를 구입하는 것을 도왔다고 인정하는 라로크에게 덫에 걸린다. 라로크는 샐리스가 판매에 반대했다고 주장한다. 라로크는 시스트가 신성한 늪을 더럽히는 것을 멈출 때까지 수호령이 계속 살인을 저지를 것이라고 주장한다. 프레이저는 라로크를 도우려 하지만, 맨씽이 적시에 나타나 프레이저를 죽인다. 라로크는 윌리엄스를 쓰러뜨리고 도망친다. 윌리엄스는 깨어나 괴물의 흐릿한 사진을 가진 플루그를 발견한다. 보안관은 사진을 압수하고 플루그에게 늪으로 돌아오지 말라고 금지한다.
다음날, 윌리엄스는 여교사 테리 리처즈의 도움을 받아 혼과 시스트를 인터뷰한다. 윌리엄스는 리처즈에게 낭만적인 감정을 느끼기 시작한다. 혼은 늪으로 가서 기도와 자신의 생명을 희생하며 맨씽을 막으려 한다. 괴물은 혼을 죽이지만, 그의 노력에 다른 영향을 받지 않는다. 그날 밤, 메이어릭은 늙은 보안관을 부검하여 총알을 발견한다. 그는 윌리엄스에게 알리려 하지만, 윌리엄스는 늪에 돌아가 있어 연락이 닿지 않는다. 메이어릭은 리처즈에게 말하고, 그녀는 윌리엄스에게 알리기 위해 늪으로 간다. 한편, 플루그는 괴물의 사진을 찍으려 늪으로 돌아왔다. 대신 그는 라로크를 살해하기 위해 늪에 있던 시스트를 놀라게 한다. 시스트는 플루그를 총으로 쏴 죽인다. 곧이어 라로크는 시스트의 아들이자 부하인 제이크를 매복하여 물리친다.
윌리엄스는 플루그의 시체를 발견하고 시스트가 플루그를 살해했다고 추론한다. 그는 메이어릭의 부검에 대해 말해주는 리처즈를 만난다. 윌리엄스는 시스트가 처벌을 피하기 위해 라로크에게 누명을 씌우려 여러 살인을 저질렀다고 결론 내린다. 시스트가 라로크에게 고백한 바에 따르면, 그는 샐리스를 살해하고 다크 워터스에 묻었다. 흙에 박힌 마법 때문에 샐리스는 맨씽으로 돌아왔다. 리처즈는 윌리엄스를 라로크의 은신처로 안내할 수 있다고 말하지만, 맨씽이 그들을 쫓기 시작한다. 그는 다크 워터스의 시추탑까지 그들을 쫓는다. 탑에서 시스트는 라로크가 다이너마이트로 탑을 날려버리는 것을 막기 위해 라로크에게 무기를 겨누고 있다. 라로크는 그럼에도 불구하고 폭탄을 터뜨리려다 시스트에게 총을 맞고 부상당한다. 시스트는 윌리엄스에게도 부상을 입힌다.
그러나 맨씽이 도착하여 시스트의 몸에 기름을 채워 잔인하게 살해한다. 맨씽은 윌리엄스와 리처즈에게 다가간다. 라로크는 괴물에게 소리치고 폭탄을 터뜨리며 자신을 희생한다. 괴물은 불길 속에서 살아남지만, 다시 땅속으로 흡수되어 윌리엄스와 리처즈는 무사히 떠난다.

## 배역
- 매튜 르 네베즈 (Matthew Le Nevez) - 카일
- 잭 톰슨 (Jack Thompson) - 프레데릭
- 레이첼 테일러 (Rachael Taylor) - 테리
- 라위리 파라텐 (Rawiri Paratene) - 피터
- 패트릭 톰슨 (Patrick Thompson) - 제이크
- 스티브 바스토니 (Steve Bastoni)